# Alfred Avraham
Alfred Avraham (hebrejsky אלפרד אברהם‎; 1900 Kassel – 21. listopadu 1958 Tel Aviv) byl německo-izraelský architekt a designer. Byl jedním z prvních designerů interiérů v Izraeli.

## Životopis
Narodil se v roce 1900 v německém Kasselu. V roce 1933 emigroval se svou ženou Gertrudou a synem Refa'elem do Britského mandátu Palestina. Ihned po příjezdu začal pracovat jako interiérový designer. Založil si kancelář, která sídlila na Šejnkinově ulici v Tel Avivu. Navrhoval interiéry obytných domů a obchodů a patřil k osobnostem moderní architektury, které utvářely podobu Izraele. Jeho klienty byly rodiny z vyšších vrstev. V průběhu let zaměstnával mnoho zaměstnanců, kteří se později rozvíjeli samostatně, mimo jiné: architektku Helenu Rot, která byla jeho obchodní partnerkou a byla vedle něj uváděna ve všech publikacích firmy, architekta Jechezkela Goldberga Gada, manžela interiérové designérky Dory Gad. Od roku 1954 sídlila architektonická kancelář na ulici ha-Šoftim v Tel Avivu. V roce 1957 do ní nastoupil jeho syn Refa'el, absolvent Technionu – Izraelského technologického institutu. V roce 1989 nastoupil do kanceláře jeho vnuk, rovněž absolvent Technionu.
Zemřel 21. listopadu 1958 v Tel Avivu a byl pohřben na hřbitově Kirjat Ša'ul v Tel Avivu.